# Lam Jones
John Wesley Jones, detto Lam (Lawton, 4 aprile 1958 – Round Rock, 15 marzo 2019), è stato un velocista e giocatore di football americano statunitense, vincitore di una medaglia d'oro olimpica a Montréal 1976 nella staffetta 4×100 metri.

## Carriera nel football
Jones ha ricevuto il suo soprannome mentre giocava a football americano all'Università del Texas. Durante la sua carriera in Texas, è stato uno dei tre giocatori di nome Johnny Jones. L'allenatore dei Longhorns Darrell Royal ha dato a ciascuno dei tre giocatori soprannomi in rima. È diventato Lam Jones, basato su Lampasas, la città del Texas dove è cresciuto. Un altro dei tre giocatori è diventato Ham Jones, dalla sua città natale di Hamlin, in Texas. Il terzo, di Youngstown, Ohio, divenne Jam Jones.
Fu scelto come secondo assoluto nel Draft 1980 dai New York Jets, per cui la franchigia aveva ceduto due scelte primo giro. Giocò come wide receiver nel periodo 1980-1985. Dal momento che Jones era uno sprinter di classe mondiale, riusciva a sfuggire ad ogni marcatura, ma aveva problemi nell'afferrare il pallone, venendo giudicato da molti più un atleta che un ricevitore. Il suo contratto da 2,1 milioni di dollari fu il primo della storia della NFL a superare il milione di dollari. Concluse con 138 ricezioni e 13 touchdown in cinque stagioni. Dato ciò che i Jets sborsarono per arrivare in posizione utile per sceglierlo e il ricco contratto, è considerato una delle peggiori dieci scelte del draft della franchigia di tutti i tempi.

### Statistiche
| Ricezioni              | 132   |
| Yard su ricezione      | 2.322 |
| Touchdown su ricezione | 13    |

## Palmarès

### Atletica leggera
| Anno | Manifestazione  | Sede     | Evento      | Risultato | Prestazione | Note |
| ---- | --------------- | -------- | ----------- | --------- | ----------- | ---- |
| 1976 | Giochi olimpici | Montréal | 100 m piani | 6º        | 10"27       |      |
| 1976 | Giochi olimpici | Montréal | 4×100 m     | Oro       | 38"33       |      |